# Výběrný les

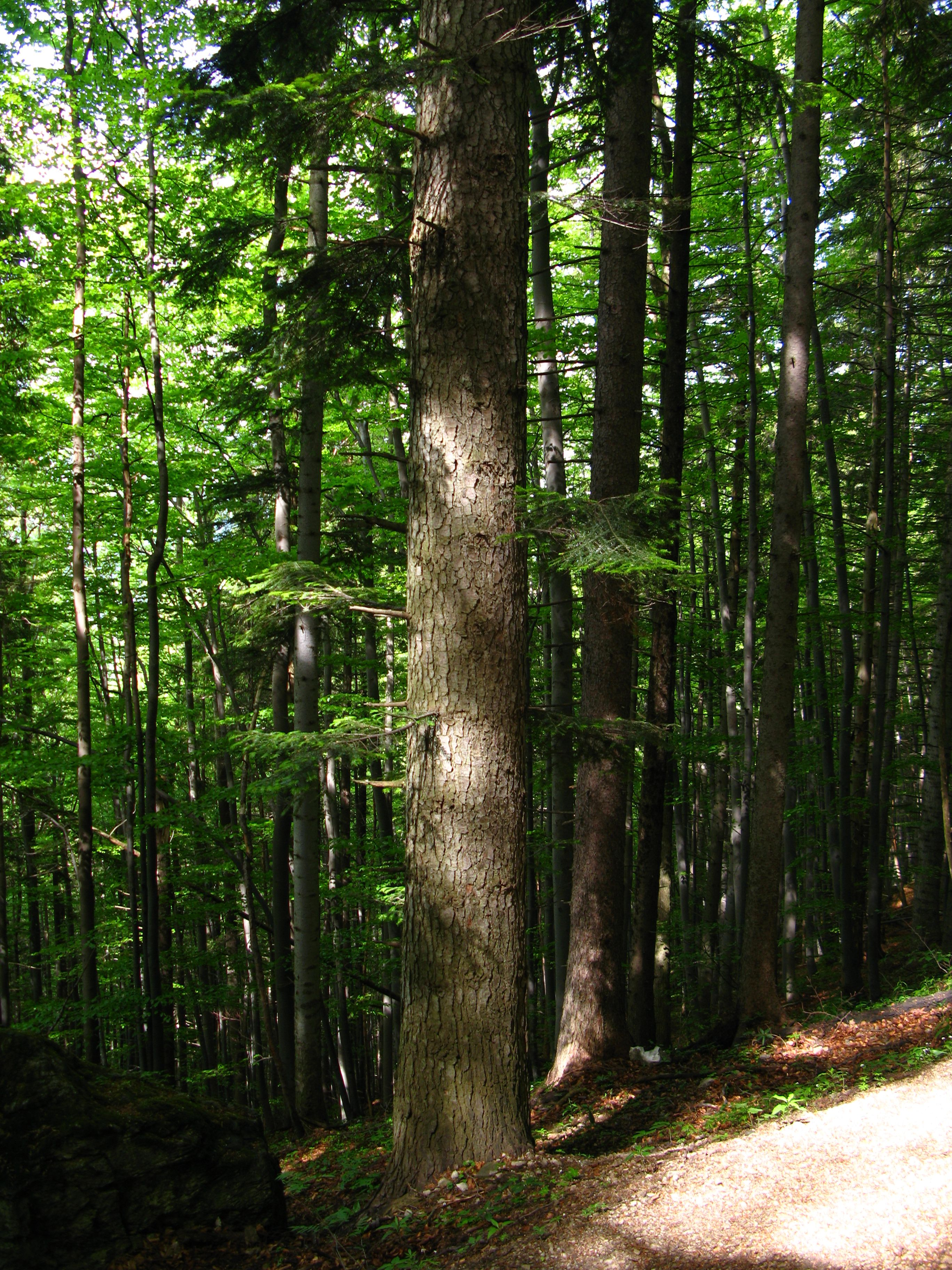
Tloušťková diferenciace kmenů

Výběrný les vzniká v důsledku uplatňování tzv. výběrného hospodářského způsobu. Zjednodušeně lze říci, že namísto obvyklé těžby stromů určitého stáří se pravidelně těží stromy cílové tloušťky, přičemž zároveň je cílem co největší věková a prostorová různorodost takového lesa dosahovaná "zušlechťovacím výběrem". Výběrné lesy často vznikaly z tzv. "selských lesů" nebo lesů obecních, ve kterých se hospodařilo "toulavou sečí", tedy výběrem dříví potřebného pro chod hospodářství nebo obce. Kultivací tohoto prvotně kořistnického způsobu a zavedením zásad výnosové vyrovnanosti vlastně vznikly první výběrné lesy. Typický je kontrast zastoupení tloušťkových tříd ve výběrném a pasečném lese. Zatímco v pasečném lese tloušťky stromů vykreslí Gaussovu křivku, pro les výběrný je typická klesající křivka (hyperbola) zachycující pokles početnosti směrem k vyšším tloušťkovým třídám (nejvíce stromů je v nižších tloušťkových třídách a jejich počet rychle klesá směrem k cílové tloušťce). Výběrný les se na první pohled odlišuje od běžného hospodářského lesa zastoupením celého spektra různě starých stromů na stejné ploše (věková různorodost), v patrech pod sebou (bohatá prostorová diferenciace) a absencí holých ploch (pasek). Porostní zásoba je stejnoměrně rozmístěná po celé ploše lesa ve smíšené skupinovité skladbě. Důležitým znakem je trvale udržovaný vertikální zápoj korun stromů. Strukturou se výběrný les podobá některým pralesům mírného pásma. Aby bylo možné v takovém lese hospodařit (kácet stromy a odvážet dříví), je nutná dostatečně hustá dopravní síť umožňující skácet a odvézt libovolný strom. Zásadně se uplatňuje kladný výběr, to znamená, že při výchově se vyhledávají nadějné stromy a odstraňují se jedinci, kteří jim nejvíc škodí. Při výběrné seči se postupuje zpravidla ve třech krocích:

1. "Zralostním" výběrem se vykácí stromy cílových tlouštěk. 

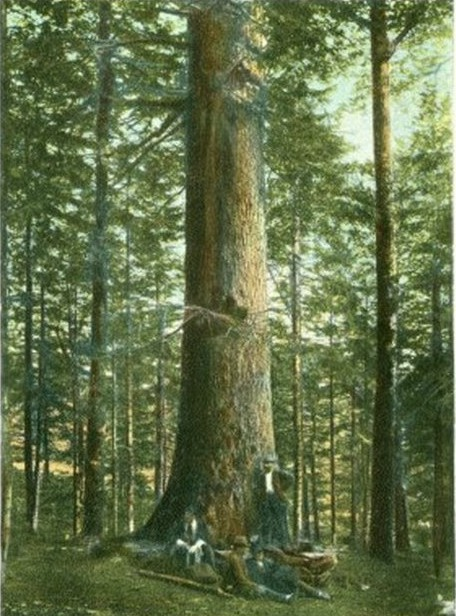
Typickou dřevinou výběrných lesů je jedle

2. Při "zušlechťovacím" pozitivním výběru se vyhledávají nadějné (cílové) stromy a následně se odstraňují jedinci (konkurenti), kteří jim nejvíce škodí.
3. Těžba se ukončí zdravotním výběrem poškozených, odumírajících nebo zdravotně závadných stromů.
Výběrný les je z jednotlivých typů hospodářských lesů nejvíce blízký přirozeným lesům.
Převod lesa pasečného na výběrný je dlouhodobá záležitost. Doba převodu většinou přesahuje dobu obmýtí na daném stanovišti (80-120 let). Princip převodu spočívá v opakovaném mírném zasahování do porostu s cílem uvolnění kvalitních stromů (pozitivním výběrem), v zajištění přirozené obnovy a postupném dosažení odpovídající diferenciace věku, tlouštěk a výšek při uspořádání vývojových tříd pod sebou nebo těsně vedle sebe.
Výměra lesů výběrných a lesů dlouhodobě obhospodařovaných výběrnými principy v rámci Evropy nepřesahuje 500 tisíc hektarů. Nejvíce je tento způsob hospodaření rozšířen ve Slovinsku, Švýcarsku, částečně i Rakousku a dalších alpských zemích. V těchto zemích je aplikován na přibližně 10 % výměry lesů. Většina výběrných lesů se nachází v horských a vysokohorských podmínkách. Typickými dřevinami výběrného lesa jsou zejména jedle bělokorá, smrk ztepilý a částečně i buk lesní, ale je známa i řada výběrných lesů složených z jiných směsí lesních dřevin.

## Způsoby obhospodařování
Lze rozlišit dva hlavní způsoby obhospodařování, podmíněné přírodními podmínkami a hlavně nároky dřevin na světlo.

### Jednotlivě výběrný hospodářský způsob
Těží se jednotlivé "zralé" stromy dle cílové tloušťky a tím se ve spodních patrech uvolňují nadějní jedinci od útlaku ostatních stromů. Pokud je to z ekonomického hlediska zajímavé nebo z fytopatologického hlediska nezbytné, odstraňují se i odumírající, nemocné nebo suché stromy. Tento způsob lépe vyhovuje stinným (jedle, buk) nebo stín snášejícím (smrk) dřevinám.

### Skupinovitě výběrný hospodářský způsob
Obnova se uskutečňuje v malých skupinách s dlouhou "obnovní dobou" (60-80 let). Kombinuje se clonná, okrajová a výběrná seč. Tento způsob umožňuje zastoupení i dřevin náročnějších na světlo (borovice, javor, modřín). Může to být vhodný předstupeň při převodu klasického hospodářského lesa, kdy se postupuje přes podrostní způsob obnovy a skupinovitě výběrný způsob k výběrnému způsobu jednotlivému.

## Výhody a nevýhody oproti pasečnému nebo podrostnímu hospodaření

### Výhody
Díky věkové a prostorové různorodosti les lépe odolává škodlivým vlivům, jako je vítr, sníh nebo škůdci. Trvalost, bezpečnost a plynulost (výnosová vyrovnanost) hospodaření je zabezpečená na mnohem menší ploše než u jiných typů lesa (uvádí se plocha 10 ha i méně). Umožňuje i vlastníkům malých výměr získávat pravidelný výnos, aniž by museli čekat na dosažení obmýtí.
Tento způsob hospodaření dokonale využívá půdní a vzdušný prostor. Několik pater stromů nad sebou zachytí a využije lépe dopadající světlo. Díky složité porostní skladbě udržuje trvale mikroklima vhodné pro klimaxové dřeviny, ale i další K-stratégy vyskytující se v přirozených lesích. Nevzniká holina (paseka) a les lépe i trvaleji plní své mimoprodukční funkce. Většinou není třeba umělé zalesňování (samovolně vzniká přirozená obnova).

### Nevýhody
Způsob je náročný na odbornost i čas lesního hospodáře. Těžba a přibližování dříví je technologicky náročnější, je méně soustředěná (rozptýlená po větší ploše), a proto může být i nákladnější. Vyžaduje dokonalé zpřístupnění (hustá dopravní síť).
Profitují z něho více stínomilné klimaxové dřeviny a organismy (k-stratégové) na úkor druhů náročnějších na světlo nebo vyhledávajících disturbance (r-stratégové).